# Samsu-gun
Samsu-gun (koreanska: 삼수군) är en kommun i Nordkorea.   Den ligger i provinsen Yanggang-do, i den nordöstra delen av landet, 300 km nordost om huvudstaden Pyongyang.